# José Sasía
José Francisco Sacía (Treinta y Tres, 1933. december 27. – Montevideo, 1996. augusztus 30.) válogatott uruguayi labdarúgó, edző.
Az uruguayi válogatott tagjaként részt vett az 1962-es és az 1966-os világbajnokságon, illetve az 1957-es, az 1959-es argentin és az 1959-es ecuadori Dél-amerikai bajnokságon.

## Sikerei, díjai
Defensor Sporting
- Uruguayi bajnok (1): 1957

Peñarol
- Uruguayi bajnok (3): 1961, 1962, 1964
- Copa Libertadores (1): 1961
- Interkontinentális kupa (1): 1961

Club Olimpia
- Paraguayi bajnok (1): 1969

Uruguay
- Dél-amerikai bajnok (1): 1959 (Ecuador)